# Büro für Projektdienste der Vereinten Nationen

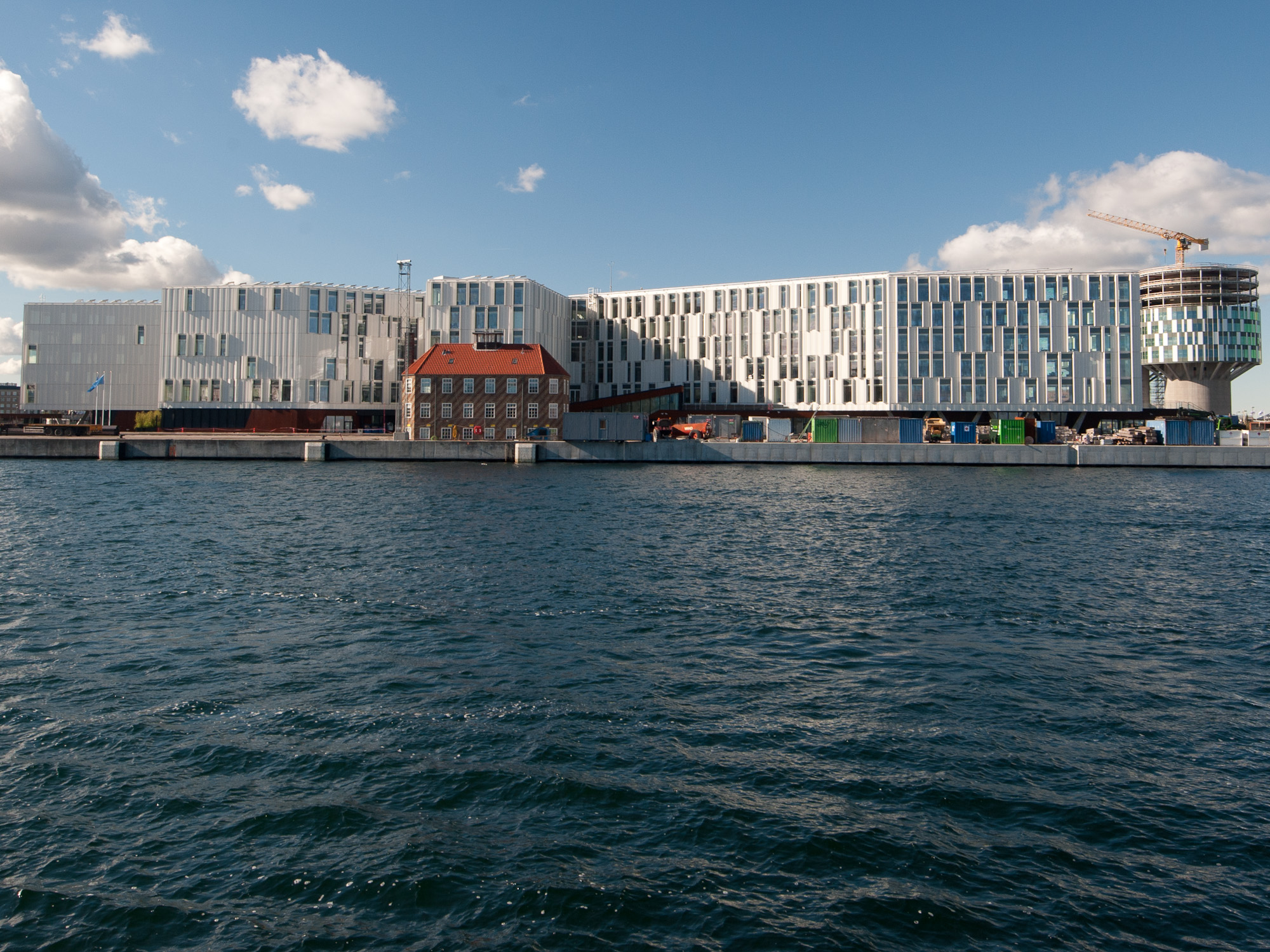
Blick auf die UN-City in Kopenhagen

Das Büro für Projektdienste der Vereinten Nationen  (engl. United Nations Office for Project Services, UNOPS) ist ein operatives Organ der Vereinten Nationen (UN), welches die Aufgabe hat, Projekte für das UN-System, internationale Finanzinstitutionen, Regierungen und andere Partner auf der ganzen Welt zu implementieren. Das Hauptquartier der Organisation ist in der UN-City in der dänischen Hauptstadt Kopenhagen.
Das UNOPS führt im Bereich Frieden, Sicherheit, humanitäre Hilfe und Entwicklungszusammenarbeit jedes Jahr in 80 Ländern Projekte in einem Umfang von mehr als 1 Mrd. $ für seine Partnerorganisationen durch. Darunter sind beispielsweise der Bau von Schulen in Afghanistan, der Bau von Notunterkünften in Haiti oder die Bereitstellung von Krankenwagen zur Bekämpfung der Ebola-Infektion in Liberia.
Das UNOPS ist Mitglied der Entwicklungsgruppe der Vereinten Nationen (UNDG) und arbeitet eng mit dem Entwicklungsprogramm der Vereinten Nationen (UNDP), der Hauptabteilung Friedenssicherungseinsätze (DPKO) und der Weltbank zusammen.

## Geschichte
Das UNOPS wurde 1973 als Teil des UNDP gegründet. 1995 wurde es eine unabhängige, sich selbst finanzierende Organisation. Die Vision des UNOPS ist es, für Entwicklungsprojekte, humanitäre Aktionen und friedenschaffende Maßnahmen nachhaltige Mechanismen zu etablieren, in Regionen der Welt mit den größten Herausforderungen. UNOPS konzentriert seine Unterstützung auf Gebiete mit klarem Mandat und definierten Kompetenzen: nämlich Infrastruktur, Beschaffung, Projektmanagement, Personal- und Finanzmanagement.

## Finanzierung
Das UNOPS finanziert sich vollständig selbst. Es deckt seine direkten und indirekten Kosten über Gebühren, die für jedes unterstützte Projekt erhoben werden. UNOPS ist eine Non-Profit-Organisation und verpflichtet sich zu höchsten internationalen Standards bezüglich Transparenz und Verantwortlichkeit.

## Mandate
UNOPS wird meist in Situationen nach Katastrophen tätig, in denen Frieden und Sicherheit beeinträchtigt sind, in der Regel in Ländern mit Entwicklungsrückständen und Wirtschaftssystemen im Umbruch. Der frühere UN-Generalsekretär Kofi Annan bezeichnete UNOPS als die führende UN-Organisation für komplexe Infrastrukturprojekte in friedensbedrohten Konstellationen.
Im Dezember 2010 hat die UN-Generalversammlung den Auftrag des UNOPS als zentrale Ressource im UN-System für das Beschaffungs- und Vertragsmanagement, für den Aufbau von Infrastrukturen und die notwendigen Prozessentwicklungen bestätigt. Bei der offiziellen Eröffnung des UNOPS-Hauptquartiers in Kopenhagen  im Mai 2009 beschrieb der frühere UN-Generalsekretär Ban Ki-moon das UNOPS als das Mitglied der UN-Familie mit der entscheidenden Rolle bei den lebensrettenden friedenstiftenden, humanitären und Entwicklung ermöglichenden Operationen. Die Unterstützung beim Bau von Straßen, Schulen und Krankenhäusern, Hilfe beim Räumen von Landminen und vielem mehr weise Ländern einen Weg in eine stabilere Zukunft.
Der gegenwärtige UN-Generalsekretär António Guterres hob die bedeutende Rolle des UNOPS für die Implementierung der Agenda 2030 für nachhaltige Entwicklung und die Umsetzung des Pariser Klimaabkommens von 2015 hervor. Die Bereitstellung von Unterstützung für viele Millionen von Menschen in Not auf der Welt habe zur Steigerung von Stabilität und Sicherheit ihrer Gesellschaften beigetragen.

## Dienste
UNOPS bietet Dienstleistungen bei Implementierung, Beratung und Umsetzung in seinen fünf Kernkompetenzen an:
- Infrastruktur
- Beschaffung
- Projektmanagement
- Finanzverwaltung
- Humanressourcen

UNOPS wendet sich mit seinen spezialisierten Diensten an die unterschiedlichsten Partner, darunter die Vereinten Nationen mit ihren Agenturen, Fonds und Programmen, internationale Finanzinstitutionen, Regierungen, intergovermentale Organisationen, Stiftungen und der Privatsektor.
2016 finanzierte das UNOPS mehr als drei Millionen Arbeitstage bei Projekten ihrer Partner unter anderem bei der Planung, dem Bau oder der Sanierung von mehr als 3.000 Kilometern Straßen, 50 Schulen, 74 Krankenhäusern und 278 anderen Gesundheitseinrichtungen. In den Projekten wurden Waren und Dienstleistungen im Wert von über 900 Mio. US-$ organisiert.

## Transparenz und Verantwortlichkeit
Das UNOPS verpflichtet sich in seinen Statuten zu einer klaren und offenen Kommunikation mit seinen Partnern und Interessengruppen. UNOPS schloss sich 2011 der International Aid Transparency Initiative (IATI) an und war die erste Organisation, die Rechenschaftsberichte im IATI-Format veröffentlichte. Das UNOPS veröffentlicht auch Details der Projekte auf seiner Webpräsenz und der data.unops.org-Plattform.
Seit 2008 legt der Exekutivdirektor des UNOPS regelmäßig Berichte beim UN-Generalsekretär und dem UNDP-Exekutivausschuss der UN-Generalversammlung vor.

## Qualitätsstandards
Um sicherzustellen, dass die Geschäftspraktiken des UNOPS höchsten internationalen Standards entsprechen, wird eine externe Zertifizierung der wichtigsten Managementfunktionen, -prozesse und -personal angestrebt.
Im Juni 2011 wurde das UNOPS als erste UN-Organisation für sein globales Qualitätsmanagement nach ISO 9001 zertifiziert. 2013 erfolgte die Zertifizierung für das Umweltschutzmanagement nach ISO 14001.

## Exekutivdirektoren
- seit 2022 Jens Wandel  Dänemark (kommissarisch)
- 2014–2022 Grete Faremo[14]  Norwegen
- 2006–2014 Jan Mattsson  Schweden
- 2003–2006 Nigel Fisher  Kanada